# Naranjo en flor
„Naranjo en flor“ je argentinská píseň stylu tango pocházející z roku 1944. Autorem hudby je Virgilio Expósito a text napsal jeho starší bratr Homero Expósito. Velšský hudebník John Cale nahrál svou verzi písně pro závěrečné titulky filmu Salamandra, v němž rovněž vystupoval jako herec (píseň nahrál za doprovodu souboru Pequeña orquesta reincidentes). Mezi další interprety písně patří například Argentinci Juan Carlos Baglietto, Susana Rinaldi, Pedro Laurenz, María Graña a Rubén Juárez.